# Le Thé à la menthe
Le Thé à la menthe és una pel·lícula franco-belga dirigida per l'algerià Abdelkrim Bahloul, estrenada el 1984.

## Sinopsi
Hamou va deixar Algèria per fer fortuna a París, i viu al Boulevard Barbès. Mentre que només viu de petits oficis, presumeix a la seva mare que es guanya la vida, que té un allotjament tipus F4, un preciós Peugeot 604...
Els problemes comencen el dia que la seva mare arriba d'Algèria i s'instal·la definitivament a la seva vida.

## Repartiment
- Abdellatif Kechiche : Hamou
- Chafia Boudra : la mare d'Hamou
- Krimo Bouguetof : Abdelkader
- Malek Kateb : le Taleb (Malek Eddine Kateb)
- Malick Bowens : Bakaba
- Dominique Pinon : Roger
- Jean-Luc Boutté : monsieur Alain
- Anne Canovas : Joséphine
- Mazouz Ould-Abderrahmane : el gotiguer
- Jacques Rispal : el bagabund racista
- André Rouyer : l'agent de policia (Place de la Concorde)
- Roland Amstutz
- Sébastien Floche
- Hervé Briaux
- Med Salah Cheurfi
- Pauline Lafont
- Marie-Noëlle Eusèbe
- Maud Rayer : Huguette

## Distincions
- 1984 : Premi al millor guió al Festival Internacional de Cinema de Chicago per Abdelkrim Bahloul

## Cançons de la pel·lícula
- Lahlou Tighremt - musique du film
- Lahlou Tighremt - A zine (Métro)
- Lahlou Tighremt - Agma (Radio)